# 데이비드 프레이타스
데이비드 조셉 프레이타스(영어: David Joseph Freitas, 1989년 3월 18일 ~ )는 미국의 야구 선수이자, 전 KBO 리그 키움 히어로즈의 포수이다.

## 미국 프로야구 시절
2017년에 애틀랜타 브레이브스에 입단하였다.

## 한국 프로야구 시절

### 키움 히어로즈시절
2021년에 에디슨 러셀을 대체할 외국인 야수로 영입되었다. 시즌 초반에는 붙박이 지명타자로 기용되었으나 타격에서의 실마리를 찾지 못해 벤치에 있는 시간이 길어졌다. 그러다가 외국인 투수의 전담 포수로 기용됐지만 부진에서 벗어나지 못했고 결국 성적 부진으로 인해 2021년 6월 23일에 방출됐다.

## 미국 프로야구 복귀
2022년에 뉴욕 양키스에 입단하였다.
]]